# Привлекательность Альп и женских юбок
«Привлекательность Альп и женских юбок» (нем. Alpenglühn im Dirndlrock) — эротическая комедия режиссёра «Зигги Гетца, известного благодаря другому своему фильму Греческая смоковница». Фильм имеет и другое название — «Иди, девушка, разденься — 2» и является продолжением кинокартины «Иди, девушка, разденься».
Главные роли в этой комедии исполнили Элизабет Фолькманн, Ринальдо Таламонти, Йорг Нагель, Катерина Конти, Юрген Файндт и Ульрике Буц. Фильм снят на австрийско-немецкой киностудии Лиза Фильм (нем. Lisa Film). Премьера фильма состоялась 21 марта 1974 года в ФРГ.

## Сюжет
Действие фильма происходит в Баварии в маленькой альпийской деревне Фёгельбрюнн. В деревне, как и во всей Германии проблема с рождаемостью. Одна часть жителей пытается различными способами решить эту проблему. А другая часть деревни создаёт общество морали, председателем которого становится Хедда — её роль исполнила известная немецкая актриса Элизабет Фолькманн (нем. Elisabeth Volkmann).
Кроме того в деревню приезжает новый человек — итальянец Роберто Равиоли, который пользуется повышенной популярностью у женского населения наравне с местным уродом Зверем .

## В ролях
- Элизабет Фолькманн — Хедда
- Йорг Нагель — Тони
- Ринальдо Таламонти — Роберто Равиоли
- Ульрике Буц — Росл Плодерер
- Юрген Файндт — Спалетти
- Катерина Конти — Мони
- Пуппа Армбрустер — Кати Плодерер
- Элизабет Фельхнер — Врони
- Эрих Падалевски — граф
- Герхард Дойчманн — Флориан